# Schleglerbund
Der Schleglerbund war eine Adelsgesellschaft des späten 14. Jahrhunderts. Es handelte sich um ein Schutzbündnis zur gegenseitigen militärischen Unterstützung. Gelegentlich werden die Schlegler mit den älteren Martinsvögeln gleichgesetzt oder als deren Fortsetzung angesehen. Diese Gleichsetzung hat sich auch dadurch zementiert, dass sie von Ludwig Uhland in seinem Gedicht Der Überfall im Wildbad übernommen wurde. Die Gleichsetzung wurde aber bereits von Stälin widerlegt.
Nachrichten zum Schleglerbund sind sehr spärlich und stammen zumeist aus dem Lager ihrer Gegner. Sichere Informationen gibt es nur im Zusammenhang mit dem sogenannten „Schleglerkrieg“, der nach der Niederlage der Schlegler zur Auflösung des Bundes führte.
Das Ziel des Bundes war es, die Rechte des Niederadels gegen die aufkommende Vormacht der benachbarten Grafenhäuser zu wahren. Dies waren vornehmlich die Kurpfalz, Baden, Württemberg sowie die freien Städte.
Als Abzeichen sollen sie stilisierte silberne Keulen (Schlegel) getragen haben. Die Führung wurde von jeweils drei so genannten Königen übernommen. Am 4. Februar 1395 werden hier Peter von St. Theodat, Burkart von Neuneck und Heinrich von Gültlingen genannt. Am 3. Februar 1396, Georg von Neuneck und Reinhard genannt Nix und Friedrich von Enzberg.
Weitere Mitglieder waren: Heinrich Eckebrecht von Dürkheim, Heinrich von Bübendorf, Ritter Wilhelm von Hailfingen, Freytsch von Urbach, Hug von Bernecke, Friedrich von Dürmenz der Jüngere, Albrecht von Dürmenz der Jüngere, Heinrich von Dürmenz, Fritz von Sachsenheim der Rode, Ritter Heinrich Kämmerer, Hans von Stein zu Wunnenstein, Hennel Streuff von Ladenburg, Hans Truchseß von Hefingen, Witzigman, Fritz der Herter, Dymen von Tettingen und Heinrich Reyffelin von Mönsheim.
Die Mitglieder des Bundes hofften, die Schwäche der Städte nach Beendigung der Städtekriege und den Konkurrenzkampf der Fürsten nutzen zu können, um mit der Unterstützung König Wenzels ihre Position zu stärken. Das gemeinsame Interesse mit dem König lag in der Schwächung der Territorialherren und der Stärkung einer Zentralgewalt, unter der auch Niederadelige ihre Rechte sichern konnten. Unter dem Fehdevorwand betrieben sie hauptsächlich Straßenraub und Plünderei im Gebiet des Nordschwarzwalds und der Pfalz. Mit den Städten Speyer und Worms standen sie in einem formellen Bündnis.
Dies führte zu einem Bündnis der betroffenen Fürsten. Am 23. Mai 1395 verbündeten sich Erzbischof Konrad von Mainz, der Pfalzgraf Rupprecht II. von der Pfalz, der Bischof Nikolaus von Speyer und Markgraf Bernhard von Baden mit dem Ziel, die Schlegler zu vernichten.
Im Sommer 1395 dehnten die Schlegler ihre Aktivitäten auch auf Württemberg und das Gebiet am oberen Neckar und der oberen Donau aus. Mit ihren Angriffen auf Neuenbürg, Heimsheim, Berneck und Schenkenzell sowie einem Angriff auf Radolfzell zogen sie sich die Gegnerschaft von Eberhard III. von Württemberg, Herzog Leopold von Österreich, der hier seine vorderösterreichischen Interessen vertrat, und 14 Reichsstädten zu.
Am 24. September 1395 gelang es Eberhard III. von Württemberg, die drei Schleglerkönige bei Heimsheim gefangen zu nehmen. Daraufhin gab auch König Wenzel die Unterstützung auf und ordnete am 27. November 1395 die Auflösung des Bundes an. Ein am 18. Dezember 1395 geschlossenes formelles Bündnis zwischen Eberhard III., Leopold von Österreich und den Städten zwang endlich die Schlegler zum Einlenken. Am 6. April 1396 löste sich der Bund anlässlich des Friedens von Brackenheim auf. Nachdem sich die Gesellen auch noch von den Städten Worms und Speyer losgesagt hatten, schloss sie König Wenzel am 9. Mai 1396 auf drei Jahre in einen Dienstvertrag ein.

## Rezeption
Ein Mittelalterverein in der Schleglerstadt Heimsheim trägt in Anlehnung an den Schleglerbund den Namen Die Schlegler e. V. Er veranstaltet seit 2006 einen Historischen Schlegler-Markt.